# Međunarodni pakt o gospodarskim, socijalnim i kulturnim pravima
Međunarodni pakt o gospodarskim, socijalnim i kulturnim pravima (eng. International Covenant on Economic, Social and Cultural Rights (ICESCR) međunarodni je ugovor Ujedinjenih naroda kojim su se države članice obvezale u svoje pravne poretke unijeti odredbe o zaštiti gospodarskih, socijalnih i kulturnih ljudskih prava, uključujući pravo naroda na samoodređenje, prava na rad, prava na pravedne i povoljne radne uvjete, prava na osnivanje sindikata i pristupu sindikatu po svom izboru, prava na socijalnu sigurnost, prava na uživanje najvišeg mogućeg standarda tjelesnog i duševnog zdravlja, prava na odgoj i obrazovanje, i dr. 
Pakt je usvojen na Općoj skupštini Ujedinjenih naroda 19. prosinca 1966. godine, te je stupio na snagu 23. ožujka 1976. Do danas (veljača 2020. god.) Paktu je pristupilo 170 država.

## Vanjske poveznice
- Hrvatski prijevod Međunarodnog pakta o gospodarskim, socijalnim i kulturnim pravima na stranicama Ministarstva pravosuđa Republike Hrvatske.